# John Lucas (cestista 1953)
John Harding Lucas II (Durham, 31 ottobre 1953) è un allenatore di pallacanestro, dirigente sportivo, ex cestista e tennista statunitense, di ruolo playmaker, professionista nella NBA.
È il padre di John Lucas III.

## Carriera
È stato selezionato dagli Houston Rockets al primo giro del Draft NBA 1976 (1ª scelta assoluta).
Con gli Stati Uniti ha disputato i Campionati mondiali del 1974.

## Statistiche

### NBA

#### Regular Season
| Anno      | Squadra            | PG  | PT  | MP   | TC%  | 3P%  | TL%  | RP  | AP   | PRP | SP  | PP   |
| --------- | ------------------ | --- | --- | ---- | ---- | ---- | ---- | --- | ---- | --- | --- | ---- |
| 1976-1977 | Houston Rockets    | 82  | -   | 30,9 | 47,7 | -    | 78,9 | 2,7 | 5,6  | 1,5 | 0,2 | 11,1 |
| 1977-1978 | Houston Rockets    | 82  | 82  | 35,8 | 43,5 | -    | 77,2 | 3,1 | 9,4  | 2,0 | 0,1 | 12,4 |
| 1978-1979 | G.S. Warriors      | 82  | 82  | 37,7 | 46,2 | -    | 82,2 | 3,0 | 9,3  | 1,9 | 0,1 | 16,1 |
| 1979-1980 | G.S. Warriors      | 80  | -   | 34,5 | 46,7 | 28,6 | 76,8 | 2,8 | 7,5  | 1,7 | 0,0 | 12,6 |
| 1980-1981 | G.S. Warriors      | 66  | -   | 29,1 | 43,9 | 16,7 | 73,8 | 2,3 | 7,0  | 1,3 | 0,0 | 8,4  |
| 1981-1982 | Washington Bullets | 79  | 53  | 24,6 | 42,6 | 9,1  | 78,4 | 2,1 | 7,0  | 1,2 | 0,1 | 8,4  |
| 1982-1983 | Washington Bullets | 35  | 0   | 11,0 | 47,3 | 0,0  | 50,0 | 0,8 | 2,9  | 0,7 | 0,0 | 4,1  |
| 1983-1984 | San Antonio Spurs  | 63  | 39  | 28,7 | 46,2 | 27,5 | 76,4 | 2,9 | 10,7 | 1,5 | 0,1 | 10,9 |
| 1984-1985 | Houston Rockets    | 47  | 21  | 24,6 | 46,2 | 31,8 | 79,8 | 1,8 | 6,8  | 1,3 | 0,0 | 11,4 |
| 1985-1986 | Houston Rockets    | 65  | 65  | 32,6 | 44,6 | 30,8 | 77,5 | 2,2 | 8,8  | 1,2 | 0,1 | 15,5 |
| 1986-1987 | Milwaukee Bucks    | 43  | 40  | 31,6 | 45,7 | 36,5 | 78,7 | 2,9 | 6,7  | 1,7 | 0,1 | 17,5 |
| 1987-1988 | Milwaukee Bucks    | 81  | 22  | 21,8 | 44,5 | 33,8 | 80,2 | 2,0 | 4,8  | 1,1 | 0,0 | 9,2  |
| 1988-1989 | Seattle S.Sonics   | 74  | 8   | 11,4 | 39,8 | 26,5 | 70,1 | 1,1 | 3,5  | 0,8 | 0,0 | 4,2  |
| 1989-1990 | Houston Rockets    | 49  | 18  | 19,1 | 37,5 | 29,9 | 76,4 | 1,8 | 4,9  | 0,9 | 0,0 | 5,8  |
| Carriera  | Carriera           | 928 | 430 | 27,5 | 44,9 | -    | 77,6 | 2,3 | 7,0  | 1,4 | 0,1 | 10,7 |

#### Playoffs
| Anno     | Squadra            | PG | PT | MP   | TC%  | 3P%  | TL%  | RP  | AP  | PRP | SP  | PP   |
| -------- | ------------------ | -- | -- | ---- | ---- | ---- | ---- | --- | --- | --- | --- | ---- |
| 1977     | Houston Rockets    | 12 | -  | 35,8 | 54,0 | -    | 76,5 | 2,8 | 6,9 | 2,0 | 0,3 | 14,7 |
| 1982     | Washington Bullets | 7  | -  | 10,6 | 53,8 | 33,3 | 66,7 | 1,1 | 2,9 | 0,4 | 0,1 | 4,4  |
| 1985     | Houston Rockets    | 5  | 4  | 30,4 | 32,5 | 14,3 | 63,6 | 4,2 | 5,4 | 1,2 | 0,0 | 13,6 |
| 1987     | Milwaukee Bucks    | 12 | 12 | 30,2 | 45,3 | 33,3 | 81,3 | 2,1 | 5,2 | 1,2 | 0,1 | 15,6 |
| 1988     | Milwaukee Bucks    | 5  | 0  | 16,0 | 37,0 | 23,1 | 66,7 | 1,6 | 3,8 | 1,0 | 0,0 | 5,8  |
| 1989     | Seattle S.Sonics   | 4  | 0  | 9,3  | 29,4 | 0,0  | 50,0 | 0,3 | 2,0 | 0,0 | 0,0 | 2,8  |
| Carriera | Carriera           | 45 | 16 | 25,2 | 45,1 | -    | 74,6 | 2,1 | 4,9 | 1,2 | 0,1 | 11,2 |

## Palmarès

### Giocatore

#### Squadra
- Coppa Intercontinentale: 1

Maryland Terrapins: 1974

#### Individuale
- NCAA AP All-America First Team (1976)
- 2 volte NCAA AP All-America Second Team (1974, 1975)
- NBA All-Rookie First Team (1977)
- Trentaduesimo per numero di assist di sempre NBA

### Allenatore
- 2 volte campione USBL (1992, 1993)
- USBL Coach of the Year (1993)
- USBL Man of the Year (1992)